# Alleniella submacrocarpa
Alleniella submacrocarpa là một loài rêu trong họ Neckeraceae. Loài này được (Dixon) S. Olsson, Enroth & D. Quandt mô tả khoa học đầu tiên năm 2011.